# اسماعیل‌آباد (گوهرکوه، شمال)
اسماعیل‌آباد صفرخان روستایی در دهستان شیرآباد بخش گوهرکوه شهرستان تفتان استان سیستان و بلوچستان ایران است.

## جمعیت
بر پایه سرشماری عمومی نفوس و مسکن در سال ۱۳۹۵ جمعیت این روستا ۲۳۶ نفر (۶۴ خانوار) بوده‌است.